# Зоран Кокот
Зоран Кокот (Сарајево, 28. јун 1985) бивши је српски фудбалер.

## Каријера
Прве фудбалске кораке направио је у матичном клубу ОФК Касиндо. Касније као старији кадет прешао је у источносарајевску Славију. Већи део своје каријере је провео у Славији у Премијер лиги БиХ. Кратко време боравио је у Канади где је играо за хамилтонске Србе и за Српске беле орлове. Такође је играо у Белгији за белгијског друголигаша Беверена. Маја месеца 2011. потписао је за ирански Мес сархезме.
Децембра 2010. године, селектор репрезентације Босне и Херцеговине Сафет Сушић га је позвао у тим за пријатељску утакмицу против Пољске али Кокот није дебитовао.
Проглашен је за најбољег фудбалера Републике Српске за 2012. годину.